# Williamson (Virginia Occidentale)
Williamson è un comune degli Stati Uniti d'America, nella contea di Mingo nello Stato della Virginia Occidentale.